# Amt Kirchspiel Garding/Osterhever
Das Amt Kirchspiel Garding/Osterhever war ein Amt im Kreis Eiderstedt in Schleswig-Holstein.
Es umfasste die Gemeinden Augustenkoog, Grothusenkoog, Kirchspiel Garding, Osterhever, Poppenbüll, Vollerwiek, Westerhever und Welt.
1958 bildeten die Ämter Kirchspiel Garding und Osterhever eine Verwaltungsgemeinschaft. 1962 lösten sich die beiden Ämter auf und die Gemeinden schlossen sich zum Amt Kirchspiel Garding/Osterhever zusammen.
1967 bildete das Amt mit dem Amt Tetenbüll eine Verwaltungsgemeinschaft. Zum 1. Januar 1969 wurde das Amt aufgelöst und die Gemeinden bildeten zusammen mit den Gemeinden der Ämter Tating und Tetenbüll das Amt Eiderstedt-West.